# Grammateovo ladění
Grammateovo ladění je nerovnoměrně temperované ladění, které ve své knize

v roce 1518
popsal Heinrich Schreyber alias Henricius Grammateus z Erfurtu.
Diatonické tóny stupnice C-dur (tj. F – H v kvintovém kruhu ladí čistě pythagorejsky. Dále pak
pro naladění půltónů Fis – B volí geometrický střed mezi sousedními tóny
(tj. např. tón Fis posazuje mezi sousední diatonické tóny F a G), takže následující kvinty v kruhu Fis–Cis, Cis–Gis, ... Dis–B vychází opět čistě). Tím pádem dělí pythagorejské koma na dvě poloviny. Výsledkem je ladění:
| Kvinty                                | Poměr frekvencí                                                                     | Popis                                                   | Centy |
| ------------------------------------- | ----------------------------------------------------------------------------------- | ------------------------------------------------------- | ----- |
| F – C C – G G – D D – A A – E E – H   | {\displaystyle {\frac {3}{2}}}                                                      | Čistá kvinta                                            | 702   |
| H - Fis                               | {\displaystyle {\frac {3}{2}}:\left({\frac {3^{12}}{2^{19}}}\right)^{\frac {1}{2}}} | Čistá kvinta zmenšená o polovinu pythagorejského komatu | 690   |
| Fis - Cis Cis – Gis Gis – Dis Dis – B | {\displaystyle {\frac {3}{2}}}                                                      | Čistá kvinta                                            | 702   |
| B - F                                 | {\displaystyle {\frac {3}{2}}:\left({\frac {3^{12}}{2^{19}}}\right)^{\frac {1}{2}}} | Čistá kvinta zmenšená o polovinu pythagorejského komatu | 690   |